# Омон (Јура)
Омон (фр. Aumont) насеље је и општина у источној Француској у региону Франш-Конте, у департману Јура која припада префектури Лон ле Соније.
По подацима из 2011. године у општини је живело 442 становника, а густина насељености је износила 57,03 становника/km². Општина се простире на површини од 7,75 km². Налази се на средњој надморској висини од 240 метара (максималној 297 m, а минималној 227 m).

## Демографија
| 1962. | 1968. | 1975. | 1982. | 1990. | 1999. | 2011. |
| ----- | ----- | ----- | ----- | ----- | ----- | ----- |
| 396   | 416   | 383   | 435   | 455   | 405   | 442   |

График промене броја становника у току последњих година